# Gimnastyka na Letnich Igrzyskach Olimpijskich 1980 – ćwiczenia wolne kobiet
Ćwiczenia wolne kobiet na Letnich Igrzyskach Olimpijskich 1980 – jedna z konkurencji gimnastyki sportowej rozgrywana podczas igrzysk w dniach 21, 23 i 25 lipca 1980 w Hali Sportowej „Łużniki” w Moskwie. Mistrzyniami olimpijskimi zostały ex aequo Nadia Comăneci z Rumunii i Nelli Kim ze Związku Radzieckiego.

## Wyniki

### Kwalifikacje
62 zawodników rywalizowało w obowiązkowych i dowolnych ćwiczeniach wolnych podczas wieloboju indywidualnego 21 i 23 lipca. 

### Finał
Sześć gimnastyczek z najlepszymi wynikami zakwalifikowało się do finału ćwiczeń wolnych 25 lipca, gdzie rywalizowały o medale w tej konkurencji.
| Poz. | Zawodniczka           | Reprezentacja  | Kwalifikacje | Kwalifikacje | Kwalifikacje | Finał | Finał  |
| Poz. | Zawodniczka           | Reprezentacja  | Obowiązkowe  | Dowolne      | ½Q           | Finał | Wynik  |
| ---- | --------------------- | -------------- | ------------ | ------------ | ------------ | ----- | ------ |
| 01 ! | Nadia Comăneci        | Rumunia        | 9,950        | 9,900        | 9,925        | 9,950 | 19,875 |
| 01 ! | Nelli Kim             | ZSRR           | 9,900        | 9,950        | 9,925        | 9,950 | 19,875 |
| 03 ! | Natalja Szaposznikowa | ZSRR           | 9,950        | 9,900        | 9,925        | 9,900 | 19,825 |
| 03 ! | Maxi Gnauck           | NRD            | 9,900        | 9,950        | 9,925        | 9,900 | 19,825 |
| 5    | Emilia Eberle         | Rumunia        | 9,900        | 9,900        | 9,900        | 9,850 | 19,750 |
| 6    | Jana Labáková         | Czechosłowacja | 9,850        | 9,900        | 9,875        | 9,850 | 19,725 |